# NRC Handelsblad
El NRC Handelsblad (neerlandés: ɛnɛrseː ˈɦɑndəlzblɑt), a menudo abreviado como NRC, es un periódico vespertino publicado en los Países Bajos por la compañía NRC Media. 

## Historia
El NRC Handelsblad se publicó por primera vez el 1 de octubre de 1970 tras la fusión del diario de Ámsterdam Algemeen Handelsblad (fundado en 1828 por JW van den Biesen) y del de Róterdam Nieuwe Rotterdamsche Courant (fundado en 1844 por Henricus Nijgh). El lema del diario es Lux et Libertas, es decir, Luz (en referencia al Siglo de las Luces) y Libertad.
En febrero de 2006 el NRC Handelsblad comenzó un diario matinal, el nrc•next, para atraer a lectores educados que no leían el diario cada día. El editor Folkerts Jensma fue sustituido el 12 de diciembre de ese mismo año por Birgit Donker. Tras una discusión con los propietarios, Donker tuvo que dejar el cargo el 26 de abril de 2010, siendo sucedida por el belga Peter Vandermeersch.
El 7 de marzo de 2011 el periódico cambió su antiguo gran formato por uno de tipo tabloide. El tiraje de la NRC Handelsblad en 2014 fue de 188.500 copias, lo que le situaba en 4ª plaza a escala nacional.

## Carácter
Aunque es considerado como uno de los diarios holandeses de mayor calidad, junto con el De Volkskrant y el Trouw, el NRC Handelsblad se considera a sí mismo el más orientado a la temática internacional de los tres mencionados. Además, se considera orientado hacia el liberalismo de izquierdas.

## Periodistas
Algunos de los principales periodistas que han trabajado para el NRC Handelsblad son: Henk Hofland, Hans van Mierlo, Marc Chavannes, Geert Mak, Karel van Wolf, Jérôme Louis Heldring, Joris Luyendijk, Marjon van Royen, Derk Jan Eppink, Adriaan van Dis y Ben Knap.